# Езиков знак
Езиковият знак са думите и други значещи елементи в езика, които според модела на Сосюр, произвеждат зачения на принципа означаващо и означаемо, където означаващото е фонетичният сегмент (тоест например думата, морфемата), а означаемото е идеационният елемент.
„Знакът е основна единица на езика (даден език в дадено време). Всеки език е пълна, крайна и цялостна система от знаци. Речта (говорът на индивида) е външната манифестация на езика.“ (Сосюр)
Това разбиране за езика, което е семиотично, произхожда от общия семиотичен принцип и дефиниция на знака (бил той лингвистичен или не) като вещ, взета в отношение спрямо друга вещ, за да я представя (репрезентира). В действителност означаемото е идеята, представата за реалната вещ в ума, която се репрезентира чрез означаващото в езика. В същото време тази „реална вещ“ може да е не само материален обект от действителността (стол, къща, балкон, река, небе), но концепция (комунизъм, билингвизъм, красота и т.н.).
В семиотиката най-общо знакът има условен характер – тоест дадено нещо в една ситуация е вещ, а в друга не е, т.е. нещо „стои“ за нещо, което може да бъде реално, но може и да не съществува материално. Първи се опитват теоретично да обяснят условния характер на езика стоиците от Мегарската школа. От тях води началото си едно от съвременните мнения за същността на езиковия знак, тоест това на Сосюр, че езиковият знак представлява отношение между означаващо, означаемо и обект. Означаващото е единичен звук или съчетание от звуци; означаемото е този предмет, който е означен в езика със звука, но който постигаме чрез разсъдъка (тоест това е самата идея), като съществуващ преди това (понятие); обектът е самият предмет. Обектът и звукът са телесното (те и двата биват материални), докато означаемото е безтегловното (идеално). Следователно езиковият знак има тристранна природа и материален характер. Като в лингвистиката най-общо се обозначават със „знак“ думите.
Според Сосюр, езиковият знак свързва не предмет и име, а понятие (означаемо) и акустичен образ (означаващо, психически отпечатък на звука – представа получена от сетивата ни). Следователно езиковият знак има двустранна природа – отношението между означаващо и означаемо. Обектът не влиза в същността на знака, но езиковият знак има отношение към обекта чрез понятието към обекта. Езиковият знак няма материален характер, а двустранна психическа същност.

## Качества на знака
Знакът е арбитрарен (тоест случаен, на английски: arbitrary – „произволен, условен, случаен“) и билатерален (на английски: bilateral – „двустранен“), има две страни – форма и значение, като под форма се има предвид звуковото и ортографското оформяне на думата, а под значение – представата, която има адресатът за формата в паметта си или съдържанието на „думата“.
Знакът е конвенционален (на английски: conventional – „уговорен, условен, стандартен“), т.е, когато в комуникацията се има например думата „дърво“: когато адресатът съобщава поредицата от звуци [дърв'о], получателят на информацията трябва да има същата представа за дървото в съзнанието си, каквато има и адресатът.
Знаците имат реално и виртуално значение. Виртуалното значение е самият знак като абстракция с всичките му значения,
за разлика от реалното значение, което показва реализацията на знака в думата или комуникацията, т.е, употребата в съответната ситуация.
Знаците са контекстуални, свързани са със ситуацията, поради гореспоменатите значения.

## Видове знаци
Има три вида знаци:
- индекс
- икона
- символ

Индексът има невербален и паравербален характер. Иконата има картинен характер, но е конвенционална, поради което приемникът на информацията трябва да знае какво значение и какво съдържание има изображението. Имат и международно значение. Символите са най-съвършените от трите знака. При тях има всички горе споменати качества. Най-вече – те са конвенционални и зад тяхната форма винаги има скрито или интерпретируемо значение. От възприемащия зависи правилната интерпретация на знака. Например: розата е знак за любов. Когато някой ни подари роза, това „означава“, че той ни обича. И ако ние сме разбрали това значение, това означава, че интерпретацията е правилна и знакът е конвенционален.